# GSh-6-23加特林机炮
格里亞澤夫—希普諾夫GSh-6-23（俄語：Грязев-Шипунов ГШ-6-23；GSh-6-23的俄罗斯国防部火箭炮兵装备总局代號：，改進型GSh-6-23M的俄罗斯国防部火箭炮兵装备总局代號：）是一門由前苏联瓦西裡·P·格里亞澤夫（Vassily P. Gryazev）和阿爾卡季·G·希普諾夫（Arkady G. Shipunov）所設計、KBP儀器設計廠所生產的火力強大而且高射速型6管加特林式转管机炮，並且在一些現代蘇聯／俄羅斯軍用飛機上使用，類似的槍械是M61火神式機砲，發射23×115毫米AM-23機炮炮彈。

## 設計細節

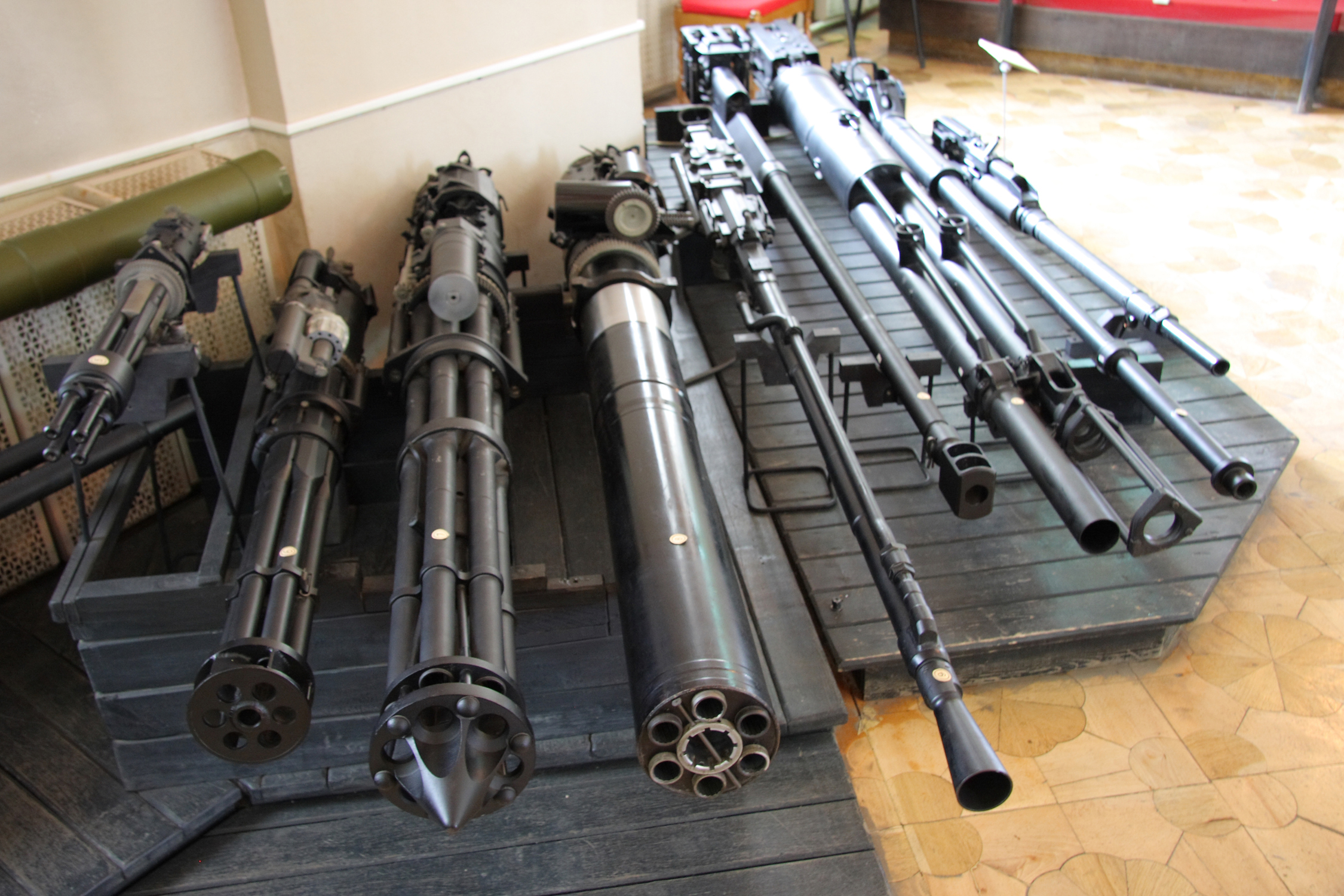
從左邊第二枝是GSh-6-23加特林機炮

GSh-6-23和歐美國家同類產品設計上最大的不同點在於，歐美國家的加特林機槍／炮是利用电动机、液壓或氣動系統等外部動力操作以轉動炮管，而GSh-6-23則是氣動式操作，即是以炮彈產生的高壓氣體來驅動炮管。雖然生產氣動式操作的旋轉式機砲和以如此高的速率射擊所涉及的工程難度是相當大的，他們創造出減少對於飛機動力系統的依賴，以及他們更迅速加速到最大射速的多管航空機炮。GSh-6-23的炮管所需的“旋轉”時間比使用外部動力的旋轉機炮較少，在空中作戰之中具有顯著的優勢，這是因為將多發機炮炮彈射向目標的機會窗口可說是微乎其微的短暫。
GSh-6-23採用俄羅斯23×115毫米AM-23機炮炮彈，通過連接的輸彈槽或無彈鏈供彈系統來彈鏈。彈鏈供彈出現問題以後，會採用無彈鏈供彈系統，並且限制為8,500發／分鐘。火控系統為電子操作，使用27伏特直流電系統。該機炮裝有10枚火藥彈，類似於歐洲所普遍採用的、諸如DEFA 554或毛瑟BK-27的氣動式操作單管轉輪式機炮。
GSh-6-23具有極高射速，其最大射速可達9,000—10,000發／分鐘。相較於美國M61火神式機砲，GSh-6-23的每分鐘多發射50—66％的彈數，具有較重的彈頭，但炮口初速亦較低。武器也更輕和更短。其極高的射速亦會很快地耗盡彈藥，例如：高揚格-31（最大800發）攔截战斗机，裝填260發彈藥時，可在不到兩秒鐘就將彈倉射光。
到目前為止，GSh-6-23M的射速是所有機砲當中最高的一款。
GSh-6-23曾由蘇愷蘇-24戰鬥轟炸攻击机、格-31攔截機和與前述兩架而言現在已經過時的蘇-15攔截機裝備。然而，在1983年兩架蘇-24戰鬥機因彈殼過早引爆而墜毀，再加上在機炮的使用上（系統故障，等）出現了一些不同的問題以後，蘇聯空軍的決定下令終止GSh-6-23的使用。現在在俄羅斯空軍中配備GSh-6-23機炮的所有戰鬥機都會帶著能全面運作，但沒有彈藥的機炮。
GSh-6-23亦被用於SPPU-6機炮筴艙以上，它的射擊范圍可達仰角—45°和方位角＋—45°。

## 衍生型
- 格里亚泽夫—希普诺夫GSh-6-23M：現代化版本。
- 中國亦購入了生產GSh-6-23機炮彷製型的特許證，並且命名為623式航空機炮。

## 資料來源
1. ↑  Gordon, Komissarov, Yefim, Dmitriy. . Google Books. 30 October 2011. ISBN 9781473869202.
2. ↑  Fillipov, Alexei. . Sputnik International.   [2020-09-08]. （原始内容存档于2020-11-08）.
3. ↑  Skaarup, Harold. . Google Books. May 2008. ISBN 9780595520718.
4. ↑  Gordon, Yefim; Komissarov, Dmitriy. . 30 October 2011. ISBN 9781473869202.
5. ↑  .   [26 November 2014]. （原始内容存档于2019-03-07）.
6. 1 2  .   [2014-04-29]. （原始内容存档于2012-02-05）.
7. ↑  . （原始内容存档于2020-01-29）.
8. ↑  .   [2014-04-29]. （原始内容存档于2015-01-19）.

## 外部連結
- （英文）—KPB Tula (designer/manufacturer)
- （俄文）—Izhmash (Archive copy of manufacturer's page, in Russian)* （英文）—Gsh-6-23M (9-A-768) (automatic translation of the above)（页面存档备份，存于）
- （俄文）—ГШ-6-23 на сайте «Уголок неба» （页面存档备份，存于）
- (Animated gif of operation)